# Ciez
Ciez ist eine französische Gemeinde mit 376 Einwohnern (Stand 1. Januar 2022) im Département Nièvre in der Region Bourgogne-Franche-Comté (vor 2016 Bourgogne). Sie gehört zum Arrondissement Cosne-Cours-sur-Loire und zum Kanton Pouilly-sur-Loire. Die Bewohner werden Ciezois und Ciezoises genannt.

## Geografie
Ciez liegt etwa 47 Kilometer nördlich von Nevers. Nachbargemeinden von Ciez sind Dampierre-sous-Bouhy und Bouhy im Norden, Entrains-sur-Nohain im Nordosten und Osten, Menestreau und Couloutre im Südosten, Perroy im Süden, Alligny-Cosne im Westen sowie Bitry im Nordwesten.

## Bevölkerungsentwicklung
| Jahr                       | 1962 | 1968 | 1975 | 1982 | 1990 | 1999 | 2006 | 2011 | 2019 |
| -------------------------- | ---- | ---- | ---- | ---- | ---- | ---- | ---- | ---- | ---- |
| Einwohner                  | 587  | 541  | 452  | 409  | 359  | 388  | 382  | 376  | 374  |
| Quellen: Cassini und INSEE |      |      |      |      |      |      |      |      |      |

## Sehenswürdigkeiten
- Kirche Saint-Martin aus dem 12. Jahrhundert, seit 1926 als Monument historique eingeschrieben

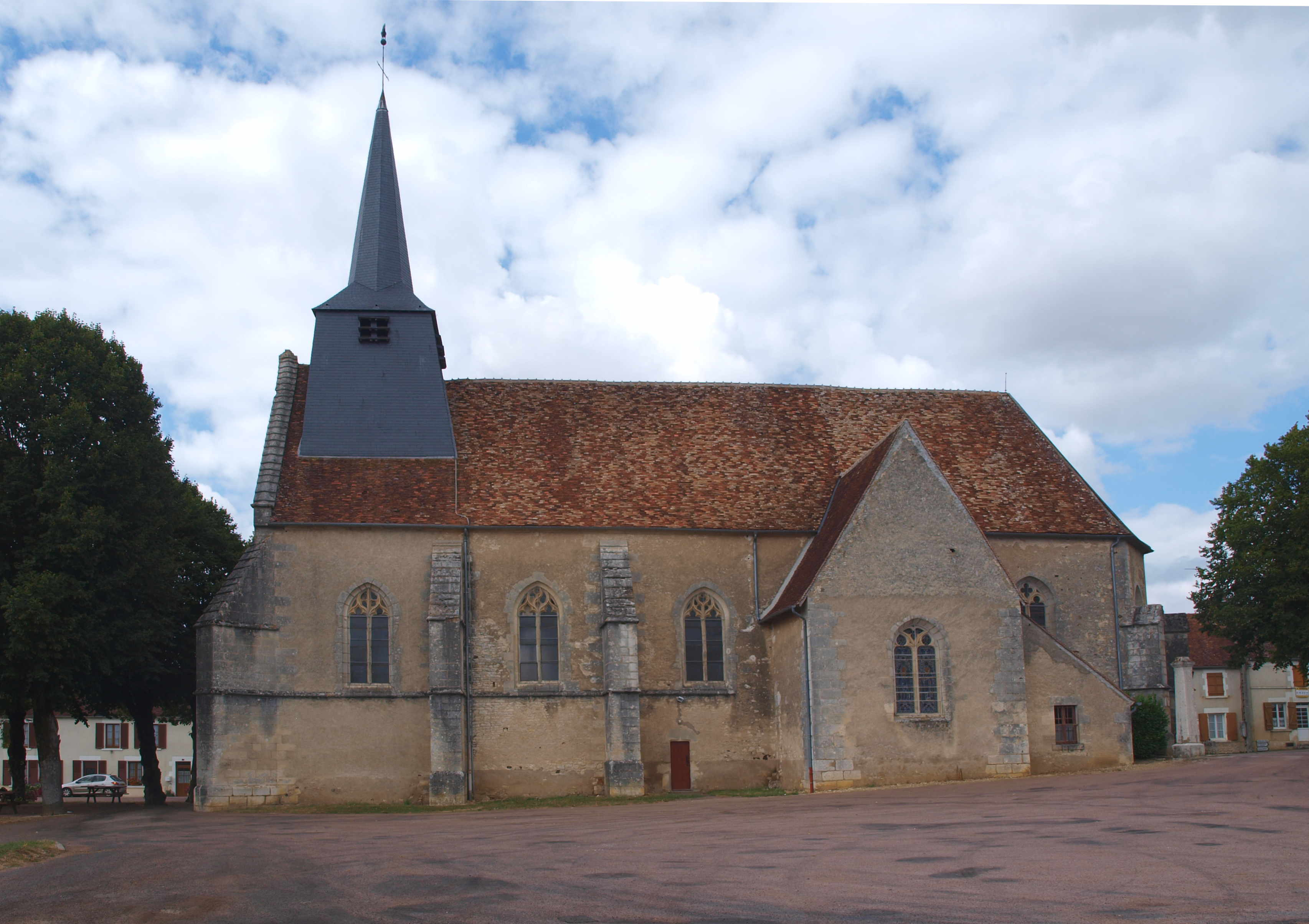
Kirche Saint-Martin